# سودور
سودور (به ترکی آذربایجانی: Sudur) یک منطقه مسکونی در جمهوری آذربایجان است که در شهرستان قوسار واقع شده است سودور ۵۶۸ نفر جمعیت دارد.